# Kungariket Alanien

Caucasus 1060 map en

Kungariket Alanien var en historisk monarki som låg i nuvarande norra Kaukasus mellan 800-talet och 1240.
Det följde på Khazarriket och krossades av Mongolväldet.